# Carqueiranne
Carqueiranne är en kommun i departementet Var i regionen Provence-Alpes-Côte d'Azur i sydöstra Frankrike. Kommunen ligger i kantonen La Crau som tillhör arrondissementet Toulon. År 2022 hade Carqueiranne 9 412 invånare.

## Befolkningsutveckling
Antalet invånare i kommunen Carqueiranne
| Referens: INSEE |